# Vilares de Vilariça
Vilares de Vilariça ist eine Gemeinde (Freguesia) im portugiesischen Kreis Alfândega da Fé. In ihr leben 132 Einwohner (Stand 19. April 2021).